# Värdshuset Blå porten

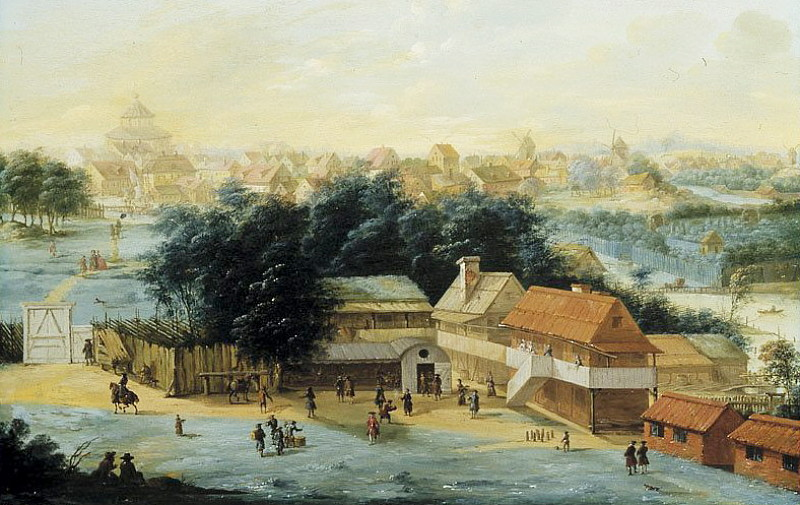
Värdshuset Blå porten i början av 1700-talet.

Värdshuset Blå porten (tidigare namn Lusthusporten) var ett känt värdshus som under nästan 200 år stod på Södra Djurgården i Stockholm. Blå porten brann ner i april 1869. På dess plats uppfördes senare Villa Lusthusporten.

## Historik

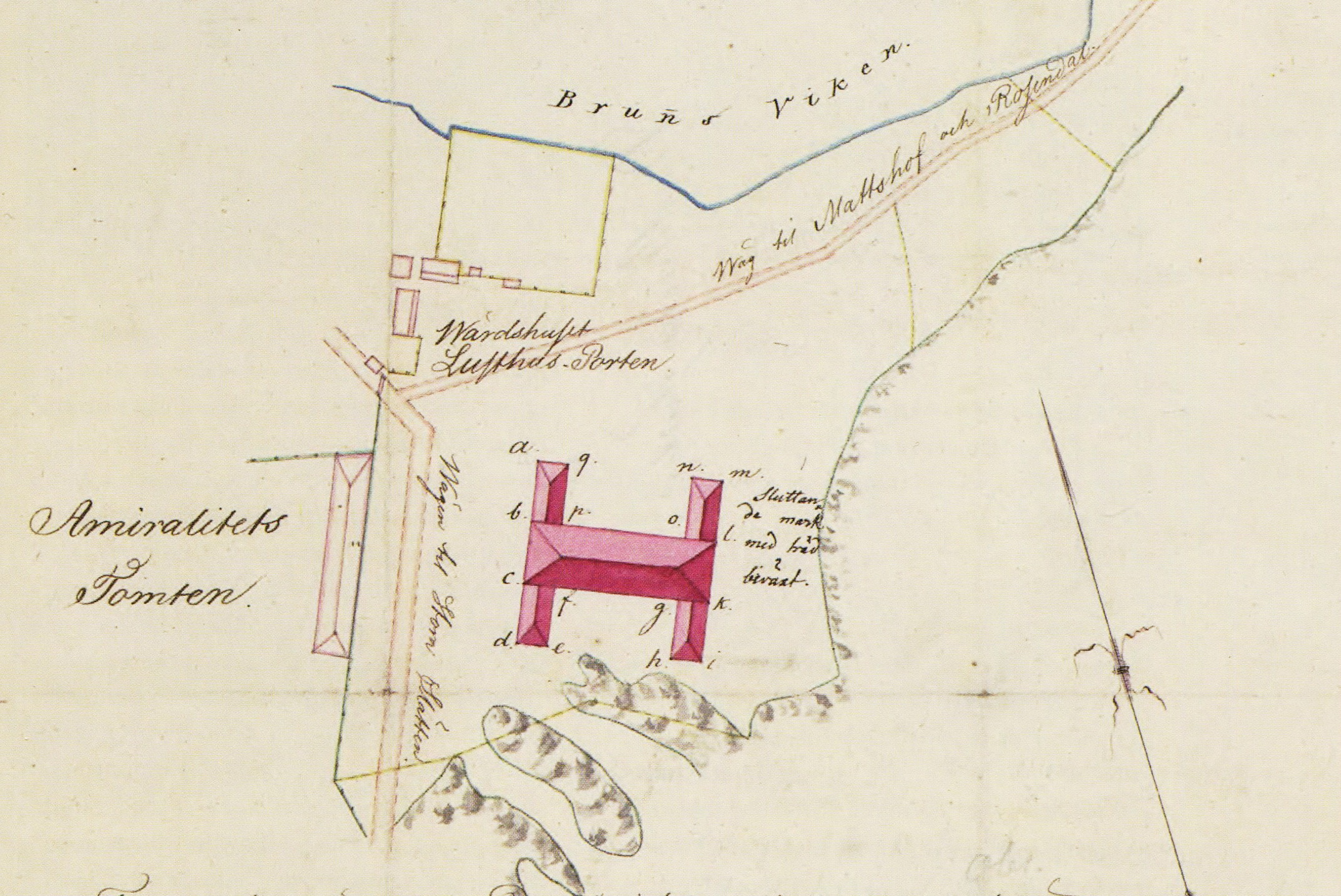
"Wärdshuset Lusthus-Porten" och första Djurgårdsteatern 1797.

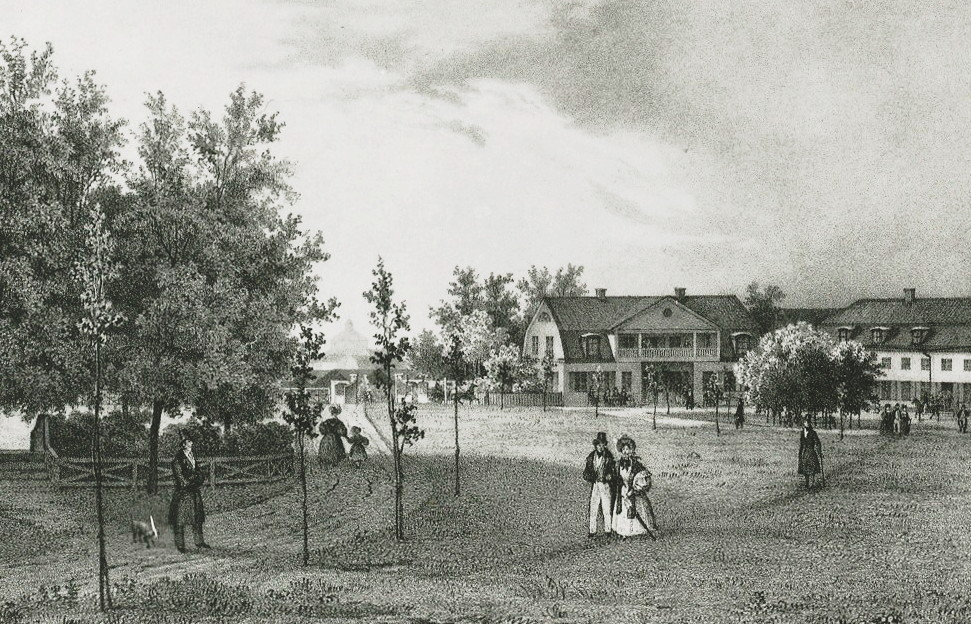
Värdshuset Blå porten 1834, illustration av Carl Johan Billmark.

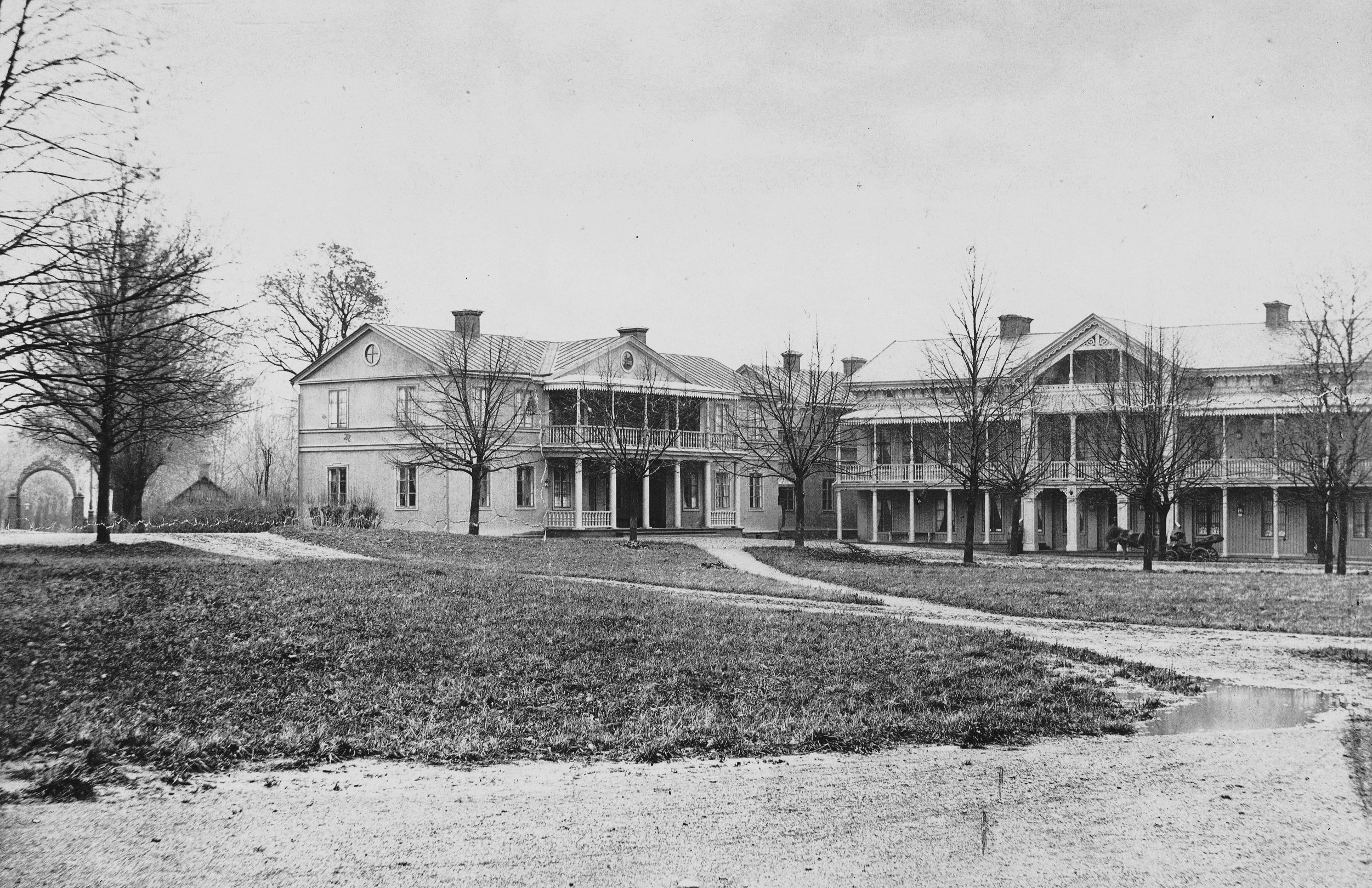
Värdshuset Blå porten på 1860-talet, längst till vänster syns grinden "Blå porten".

Värdshuset omnämns redan 1692 och kallades då ”Lusthusporten”. Namnet härrör förmodligen från ett av drottning Kristinas många lusthus, som fanns i trakten av Lejonslätten. Här låg även en av entréerna till södra Djurgårdens jaktmarker. Det rörde sig om en blå målad trägrind, som gick tvärs över dagens Djurgårdsvägen och som 1848 ersattes av en blå målad gjutjärnsgrind (se Blå porten). 
Något nordväst om denna entrégrind fanns ett värdshus som i slutet av 1700-talet fick samman namn som grinden: Blå porten. Den första krögaren hette Johan Lüpken. Han var munskänk och kock på Slottet Tre Kronor. Bland senare ägare märks Carl Gustaf de Broen, musikdirektör och chef för intilliggande Djurgårdsteatern. Värdshuset bestod av flera byggnader; själva krogen, bostadshus, kök, ekonomibyggnader samt en trädgård ner mot Djurgårdsbrunnsviken. 
På Blå porten lär Carl Michael Bellman hämtat inspiration till episteln Angående slagsmålet vid balen på Blå porten där han skaldade:
| ” | Hurra kusiner! Jag dansar och ler Se, Blå Porten öppnas för er. Hör, vad för en klang! Sicken vagn Vände vi porten tillbaka! Hör, vad för rop! Allihop nu slåss om glas och stop. | „ |

På värdshuset var  Axel von Fersen en frekvent gäst. I maj 1800 noterade han i sin dagbok: "Vi åto en piquenique [picknick] på Blå Porten vid ingången till Parken; det var fruarna Bourke, Hamilton, Lantinghausen, min svägerska och hennes två systrar, Hedvig och Gustava Piper, Wachtmeister m. fl., tillsammans 28 personer. Det var mycket folk på promenaden men få vackra ansikten och eländiga ekipage, inte en enda som var en smula elegant. De från hovet utmärkte sig särskild för att vara klumpiga, fula, gammalmodiga och illa hållna.” Att ”alla voro ganska fula” konstaterade von Fersen även i samband med ett regeringssammanträde som följdes av lunch på Blå porten i maj 1804.
År 1851 var det urpremiär för Studentsången, med text av Herman Sätherberg och musik av prins Gustaf. Bland tidens prominenta gäster märks även August Blanche. I sin Rika morbror med premiär på Djurgårdsteatern 1845 sjunger en värdshusflicka:
| ” | På Blå Porten vill jag vara Det är lustigt liv, minsann! Bland ungkarlars fina skara Ganska väl man trivas kan. Vad drickspengar jag skall nappa Varje morgon, middag, kväll Köpa mig båd hatt och kappa. D'ä så lätt att bli mamsell. | „ |

Den äldre anläggningen syns på en oljemålning från 1700-talets början som är tillskriven Jan Griffier. Där framgår även själva Lusthusporten, alltså den grinden som namngav värdshuset. Det fanns tre byggnader, ställda i vinkel. Huset med den höga skorstenen var förmodligen köket. På gården fanns även en kägelbana. I början av 1800-talet moderniserades och byggdes värdshuset ut med en 30 meter lång gul målad länga i två våningar. Samtidigt uppfördes ytterligare en huskropp, även den i två våningar. Sin storhetstid hade Blå porten efter 1806, då traktören Petter Klingberg blev ägare till stället. ”Blåpis”, som det kallades, blev särskilt känt för sina stuvade abborrar, vars råvara förmodligen fiskades ur närbelägna Djurgårdsbrunnsviken.

## Branden

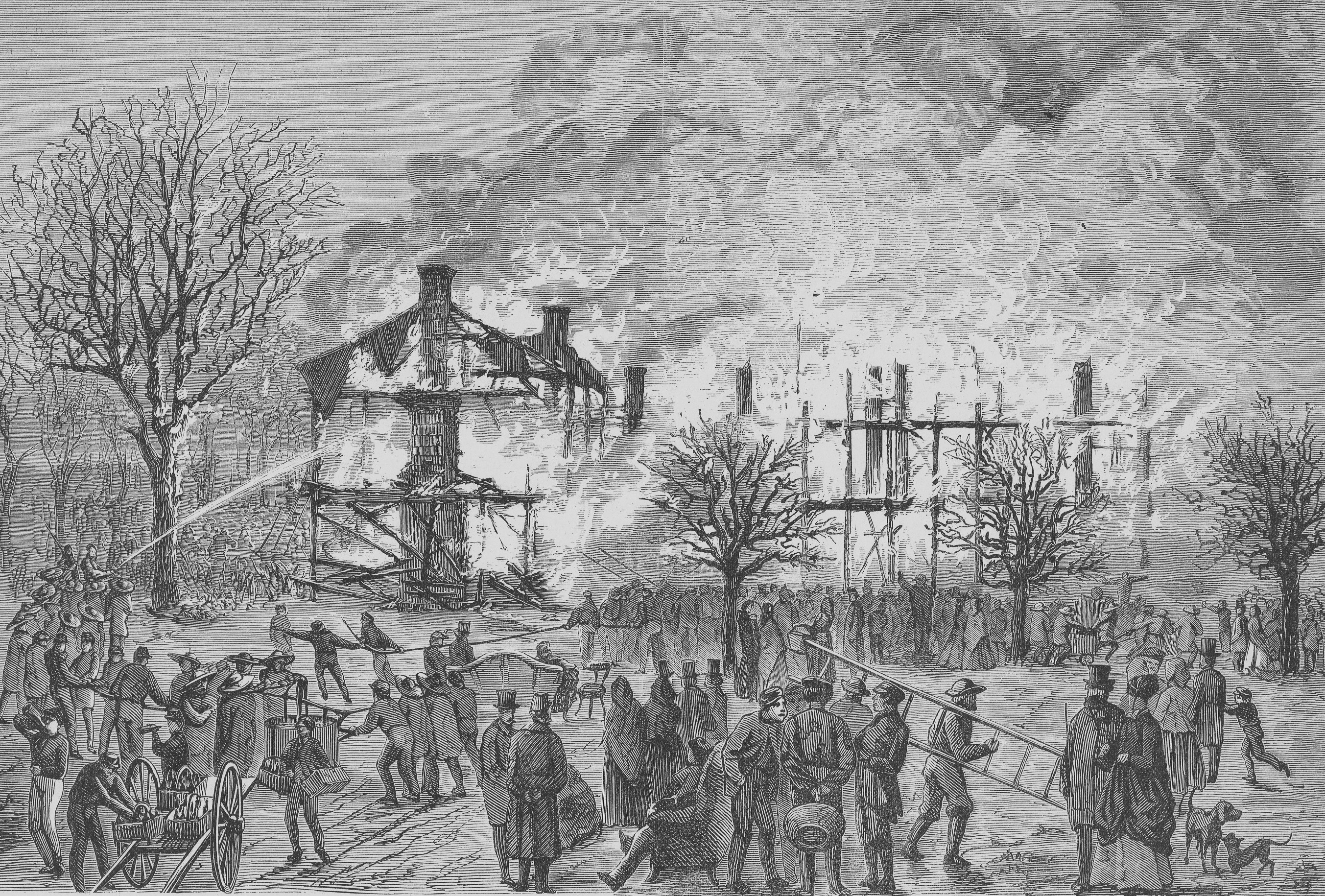
Värdshuset brinner, illustration av Otto August Mankell i Ny Illustrerad Tidning.

Efter Klingberg drevs Blå porten av olika ägare fram till den 29 april 1869 då en våldsam eldsvåda förstörde hela anläggningen. Branden startade i ett lusthus vid Djurgårdsbrunnsviken och vinden spred elden. En illustration av Otto August Mankell i  Ny Illustrerad Tidning visade ”ett sorgligt Djurgårdsminne från den 29 april 1869” som bildtexten lyder. 
Fritz von Dardel var ögonvittne. I sin dagbok skrev han bland annat: ”I förrgår var jag närvarande, då Blå Portens värdshus brann ner. Elden började kl. 6 på aftonen i ett litet lusthus beläget vid stranden. Det blåste starkt, och inom endast två timmar voro samtliga byggnader förstörda av elden. Det var ett särdeles praktfullt skådespel”.

## Tiden efter värdshuset
Den avbrända tomten förvärvades av konditorn Wilhelm Davidson, ägare till närbelägna restaurangen Hasselbacken. Förmodligen ville han förhindra att ett nybygge kunde bli en konkurrent till sin egen rörelse. År 1873 överlät Davidson tomten till grosshandlaren Alfred Brinck som lät bygga ett bostadshus efter arkitekt Hjalmar Kumliens ritningar. Huset fick heta Sommelii villa eller Villa Lusthusporten, efter värdshusets ursprungliga namn. Även värdshusets senare namn lever vidare i Restaurangen Blå porten som ligger vägg i vägg med Liljevalchs konsthall. Restaurangen byggdes och invigdes 1916, samtidigt med konsthallen.